# チャールズ・チェン
チャールズ・チェン（本名：陳 子強（チェン・ツーチャン）、1975年10月6日 - ）は、台湾・屏東県出身の俳優。身長171cm。体重60kg。
中華圏では本名名義。出演作品のクレジットでは「チィン・ツシャン」とも。

## 人物
1985年に『疆屍小子』（邦題『幽幻道士（キョンシーズ）』でデビュー。ジョギングやローラーブレードが趣味。1995から1年ほど兵役についた。配属は白雪藝工隊（台湾の芸能人はこの部隊に配属されることが多く、芸能娯楽を提供する）。
台湾ではビビアン・スー（徐 若瑄）より先駆けて日本で活躍した俳優の一人として知られ、俳優として出演する他に『幽幻道士』などで共演した鄭同村（ツェン・トンチュン）と共にアクションシーンにおける武術指導を行ったりしている。

## チビクロ
『幽幻道士』シリーズにおける主要人物である孤児の一人、チビクロ（小黒）役を演じた。『幽幻道士』『来来!キョンシーズ』で人気となり、日本では現在でもこの役のイメージで知られる。『幽幻道士2』で安安に代わったため、『幽幻道士3』ではチビクロではなく幽幻童子として出演。

## 主な出演作品

### 映画
- 『幽幻道士』（1985年）
- 『新・桃太郎』（1987年）
- 『幽幻道士3』（1988年）
- 『幽幻道士4』（1988年）
- 『新・幽幻道士 立体奇兵（立體奇兵）』（1989年）　日本では長らく未公開。DVD化は2006年
- 『新七龍珠 神龍的傳說』（1991年）　鳥山明原作漫画『ドラゴンボール』の台湾版実写映画
- 『金田一少年の事件簿 上海魚人伝説』（1997年）
- 『CALL IN 紅唇劫』（1997年）
- 『黑道』（1997年）
- 『ヒート HEAT（黒色城市）』（1999年）

### テレビドラマ
- 『大小濟公』（1986年）
- 『来来!キョンシーズ』（1988年）　『幽幻道士』のスピンオフ作品
- 『神醫華佗』（1989年）
- 『紅面神童』（1992年）　華視 台湾語連続ドラマ
- 『蕃薯官』(1998年）
- 『真命天子』(1998年）
- 『土地公傳奇』（1999年） 華視 連続ドラマ
- 『花開正紅時』(2000年） 台視 連続ドラマ
- 『流氓教授』（2001年）　台視 連続ドラマ